# Balšić
La familia Balšić (en serbio: Балшић; en latín: Balsich; en albanés: Balshajt) fue una noble familia serbia que gobernó «Zeta y las costas» (sur de Montenegro y el norte de Albania), desde 1362 a 1421, durante y después de la caída del Imperio serbio. Balša, el fundador, fue un noble menor que poseía un único pueblo durante el reinado del emperador Esteban Dušan (1331-1355), y sólo después de la muerte del emperador, sus tres hijos consiguieron el poder en la Baja Zeta luego de adquirir las tierras del gospodin Žarko (fl. 1336-1360) en circunstancias poco claras, y luego se expandieron en la Alta Zeta asesinando al vaivoda y čelnik Đuraš Ilijić (1326-1362). Sin embargo, ellos fueron reconocidos como oblastni gospodari de Zeta en los edictos del emperador Esteban Uroš V (1355-1371). La familia es conocida por haber tomado el control a través de engaños, como en contra de la familia Dukagjini, y muchas personas fueron deportadas o asesinadas. Después de la muerte de Uroš (1371), la familia tuvo un feudo con los Mrnjavčevići, que controlaban la región de Macedonia. En 1421, Balša III, a su muerte, pasó el dominio de Zeta a su tío, Esteban Lazarević.